# MKNK2
La serina/treonina cinasa 2 de interacción con MAP cinasa (MKNK2) es una enzima con actividad serina/treonina cinasa codificada en humanos por el gen HGNC MKNK2 . Su actividad enzimática está definida por el número EC 2.7.11.1.

## Interacciones
La proteína MKNK2 ha demostrado ser capaz de interaccionar con:
- MAPK1[3][4]
- EIF4G1[3]